# Bastfaser

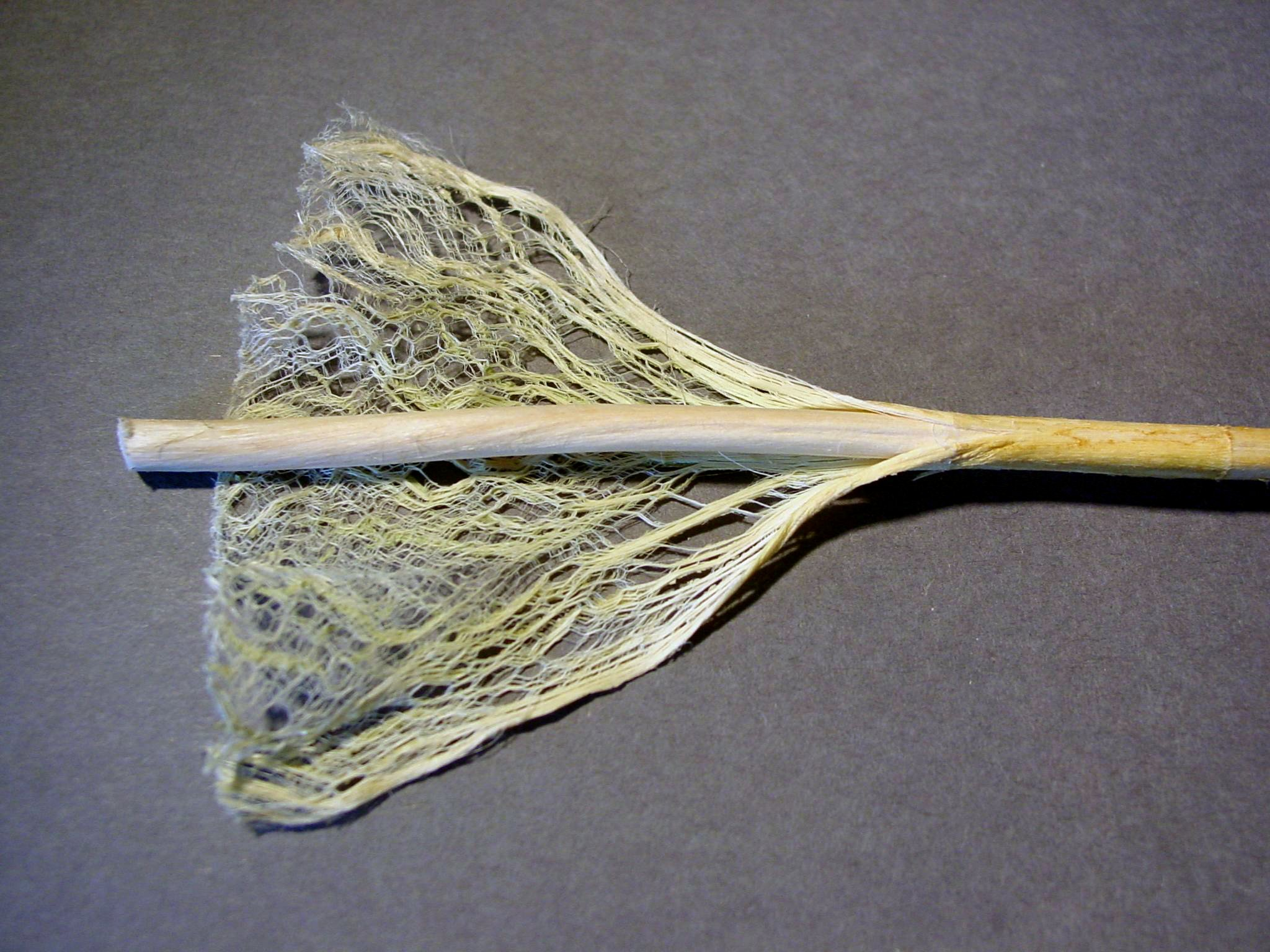
Hanfstängel mit Fasern und holzigem Innenbereich

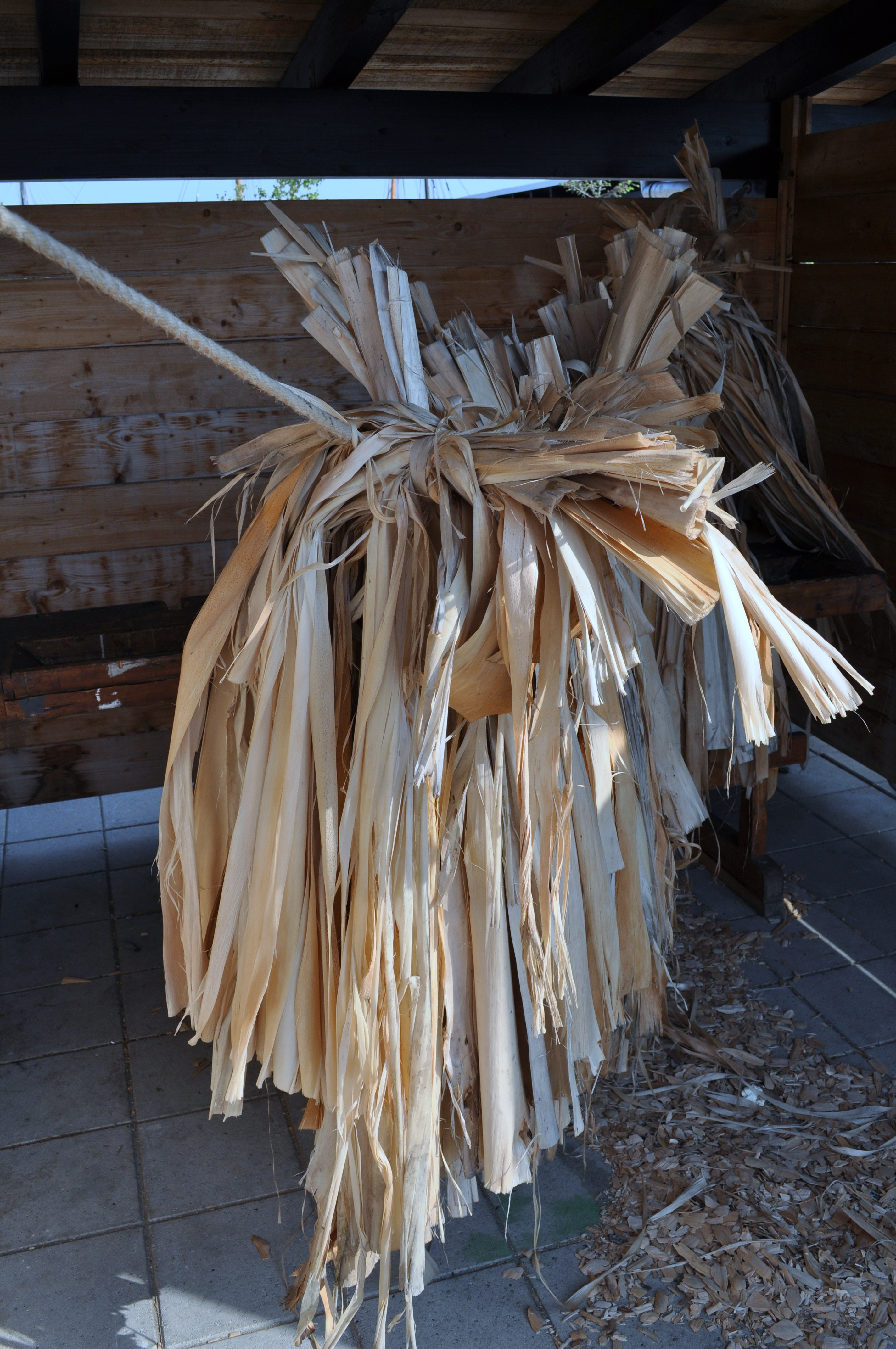
Bastfasern

Als Bastfasern werden Pflanzenfasern bezeichnet, die in Form von mehrzelligen Faserbündeln im Bast verschiedener Pflanzenarten liegen. Es sind langgezogene und dickwandige Zellen, wodurch sie nur einen sehr engen Zellraum (Lumen) besitzen, die unverholzt sind und im Regelfall an beiden Enden spitz zulaufen.

## Aufbau und Funktion
Eine der Hauptfunktionen dieser Fasern innerhalb der Pflanze ist eine Versteifung der Struktur, um dem Stängel eine ausreichende Stabilität zu verleihen. Der Hauptbestandteil von Bastfasern sind im Wesentlichen unterschiedlich dicke Schichten von Cellulosefibrillen. Dabei handelt es sich um feine, langgestreckte Strukturen, die konzentrisch angeordnet und von Hemizellulose umschlossen sind. Die Anordnung der Fibrillen hat großen Einfluss auf die mechanischen Eigenschaften der Faser und variiert je nach Faserart. Während die Zellwand der Bastfasern im Jungzustand ausschließlich aus Cellulosefibrillen besteht, werden im Laufe der Zeit Kittsubstanzen ausgebildet, die die Fibrillen miteinander verbinden. Diese Kittsubstanzen sind Pektin und Lignin, wobei der Anteil an diesen Substanzen je nach Pflanzenart stark variieren kann. So hat die Kenaffaser einen Ligninanteil von 15 bis 19 %, besitzt jedoch praktisch keine Pektinbestandteile, während in einer Ramiefaser durchschnittlich nur 0,6–0,7 % Lignin, dafür aber etwa 2 % Pektin zu finden sind.
Die Bastfasern sind je nach Pflanzenart unterschiedlich lang und besitzen unterschiedliche Durchmesser. So sind die Elementarfibrillen des Flachses durchschnittlich 33 mm lang und besitzen einen Durchmesser von ca. 19 μm, wohingegen die Elementarfibrillen bei Hanf durchschnittlich 25 mm lang und 25 μm stark sind, die der Ramiepflanze dagegen 40 bis 350 mm lang bei 40 bis 50 μm im Durchmesser. Allerdings ist dabei zu beachten, dass die Beschaffenheit der Fasern sowie ihre Zusammensetzung  immer auch von den Anbaubedingungen der Pflanze abhängig sind und stark variieren können. Um die Bastfasern aus dem Pflanzenstängel herauszulösen (Faseraufschluss), werden mechanische oder chemische Verfahren angewandt.

## Verwendung
Aufgrund ihrer mechanischen Eigenschaften werden die Bastfasern vieler Faserpflanzen zu Seilen, Garnen, Matten oder Geweben verarbeitet, die sowohl im textilen als auch im industriellen Bereich zum Einsatz kommen. Neben der Anwendung im Bekleidungsbereich werden diese Naturfasern in den letzten Jahren vermehrt als Verstärkungsfasern für Naturfaserverbundwerkstoffe verwendet.
Daneben wird in China seit ca. 2000 und in Japan seit rd. 1400 Jahren u. a. aus den Bastfasern des Papiermaulbeerbaums (Kozo) Papier (Kozogami) hergestellt.
Die bekanntesten wirtschaftlich genutzten Bastfaserpflanzen sind der Nutzhanf (Hanffaser), der Faserlein (Flachsfaser), die Fasernessel, die Ramie sowie Kenaf und Jute. In Mitteleuropa verwendete man vor der Nutzung von Lein und Hanf als Faserpflanzen bevorzugt den Bast von Linden und Eichen.